# Eyne
Eyne (Catalaans: Eina) is een gemeente in het Franse departement Pyrénées-Orientales (regio Occitanie) en telt 161 inwoners (2004). De plaats maakt deel uit van het arrondissement Prades.

## Geografie
De oppervlakte van Eyne bedraagt 21,0 km², de bevolkingsdichtheid is 7,7 inwoners per km².
De onderstaande kaart toont de ligging van Eyne met de belangrijkste infrastructuur en aangrenzende gemeenten.

## Demografie
Onderstaande figuur toont het verloop van het inwonertal (bron: INSEE-tellingen).